# Distenia kalidasae
Distenia kalidasae är en skalbaggsart som först beskrevs av Auguste Lameere 1890.  Distenia kalidasae ingår i släktet Distenia och familjen långhorningar. Inga underarter finns listade i Catalogue of Life.